# Mandschurei-Krise
Schlacht an der Nen-Jiang-Brücke – Jiangqiao-Kampagne – Eroberung von Jinzhou – Schlacht von Harbin
Die Mandschurei-Krise von 1931 bezeichnet eine Krise zwischen Japan und der Republik China vor dem Zweiten Japanisch-Chinesischen Krieg. Japan besetzte infolge der Krise die Mandschurei und errichtete den Marionettenstaat Mandschukuo, um die rohstoffreiche Region auszubeuten.

## Hintergrund
Japan hatte nach dem Ersten Japanisch-Chinesischen Krieg Korea als Einflussbereich gewonnen und interessierte sich für die Rohstoffvorkommen der Mandschurei. Bis zum Jahr 1900 besetzte Russland die Mandschurei. Die Spannungen zwischen dem Russischen Reich und Japan wurden zunehmend größer, und mündeten 1904 in den sogenannten Russisch-Japanischen Krieg. Japan gewann den Krieg und Russland musste die Mandschurei räumen, die wieder an China zurückgegeben wurde.
In der Folge vergrößerte Japan seinen Einfluss und baute die Südmandschurische Eisenbahn. Die Bahnlinie diente zum Transport von Rohstoffen aus der Mandschurei in das 1910 annektierte Korea, von wo sie nach Japan verschifft wurden. Die Eisenbahn wurde von der Kwantung-Armee gesichert. Nach der Weltwirtschaftskrise sahen viele japanische Militärs eine Lösung der Probleme des Landes in einer weiteren Expansion in Richtung Mandschurei. In der Erklärung der „Kirschblütengesellschaft“ (um den Ideologen Kita Ikki) vom September 1930 wurde der japanischen Regierung und dem Parlamentarismus Untätigkeit angesichts der Agrar- und Rohstoffprobleme vorgeworfen. Eine Lösung böten eine Agrarreform in Japan und Expansion in Ostasien, vor allem China. Dabei müsse die Konkurrenz der weißen imperialistischen Mächte überwunden werden, so der Militär Araki Sadao.

## Verlauf

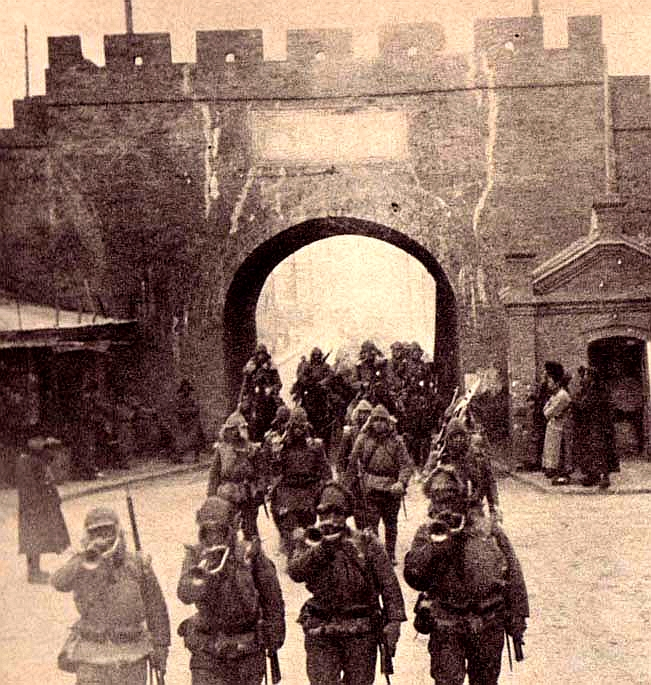
Soldaten der japanischen 2. Division ziehen am 19. November 1931 in Mukden ein.

Am 18. September 1931 wurde bei der Stadt Mukden ein Sprengstoffanschlag auf die Südmandschurische Eisenbahn verübt. Dieser Vorfall erhielt die Bezeichnung Mukden-Zwischenfall. Es gilt als gesichert, dass dieser Vorfall von der Kwantung-Armee inszeniert wurde.
Die Kwantung-Armee griff sofort die nahegelegene chinesische Garnison an. Das Vorgehen der Armee war angeblich nicht von der japanischen Regierung geplant worden. Da China sich zu diesem Zeitpunkt bereits im Bürgerkrieg befand und militärisch schwach war, konnten die Japaner die Mandschurei bis Anfang 1932 einnehmen.
Zur Verwaltung der Mandschurei wurde der Marionettenstaat Mandschukuo eingerichtet. An dessen Spitze gesetzt wurde Puyi, der ehemalige Kaiser von China.

## Folgen
Japan hat mit dem Angriff auf China drei Verträge gebrochen, die Satzung des Völkerbundes, den Briand-Kellogg-Pakt und den Neun-Mächte-Vertrag. Das System der Kollektiven Sicherheit des Völkerbundes hatte hierbei nach Hermann Graml seine „Feuerprobe“ zu bestehen, bei der es bei seiner „ersten ernsthaften Prüfung“ versagte. Der „Sündenfall“, dass Japan ohne Sanktionen davon kam, hatte fatale Konsequenzen. Ohne diese Demonstration der Schwäche des Völkerbundes und des Versailler Systems hätte es Hitler kaum gewagt, die Genfer Abrüstungskonferenz und den Völkerbund zu verlassen, was Voraussetzung für die Deutsche Aufrüstung war. Und Mussolini hätte den Entschluss zum Krieg gegen das Kaiserreich Abessinien, einem Mitglied des Völkerbundes, nicht gefasst.
Der von China angerufene Völkerbund protestierte lediglich vergeblich gegen das Vorgehen Japans und berief eine Kommission zur Untersuchung ein, die Lytton-Kommission. Die USA erklärten das Vorgehen in der Hoover-Stimson-Doktrin für ungerechtfertigt. Der Staat Mandschukuo wurde nur von 24 Staaten anerkannt. Im Februar 1933 nahm der Völkerbund den Lytton-Report gegen die Stimme Japans an, worauf das Land am 27. März den Völkerbund verließ.

Die Lytton-Kommission bei der Untersuchung der Eisenbahn-Explosion, die die Krise auslöste

Als Japan seine Einflusssphäre weiter in Richtung Norden ausdehnen wollte, kam es 1938/39 zum Japanisch-Sowjetischen Grenzkonflikt.
Während der nächsten Jahre kam es zu weiteren Gefechten zwischen japanischen und chinesischen Truppen, bis sich am 7. Juli 1937 der Zwischenfall an der Marco-Polo-Brücke ereignete, der Anlass zum Zweiten Japanisch-Chinesischen Krieg wurde.
Die Mandschurei wurde von der Sowjetunion im August 1945 während der sowjetischen Invasion der Mandschurei erobert und 1946 an China zurückgegeben.